# Hans-Hermann Hartwich
Hans-Hermann Hartwich (* 3. November 1928 in Warnkenhagen; † 12. Oktober 2018 in Hamburg) war ein deutscher Politikwissenschaftler.

## Leben

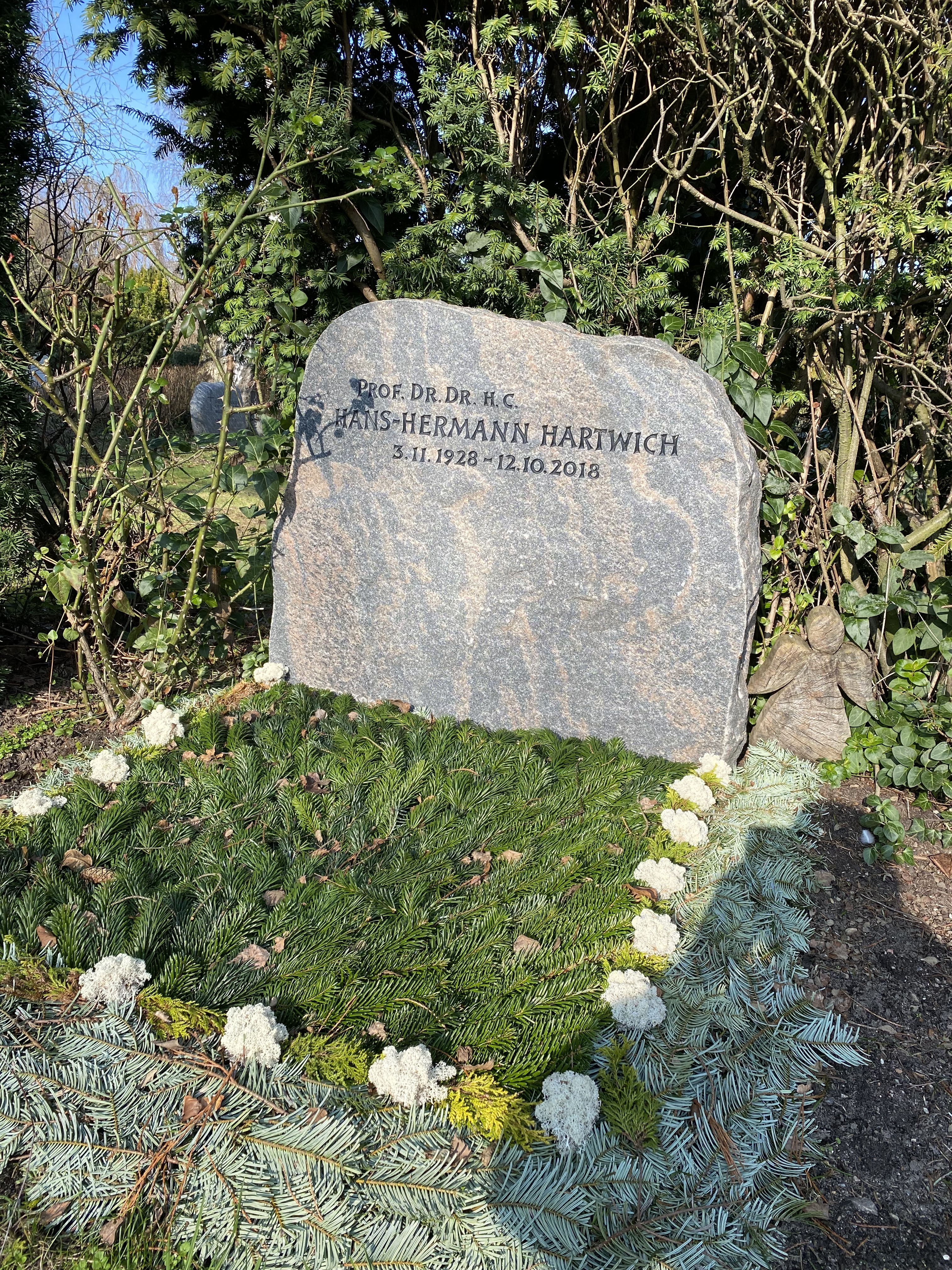
Grabstätte auf dem Friedhof Bergstedt

Der Sohn des Pfarrers Hermann Schulz studierte nach dreijähriger Gefangenschaft im Speziallager Nr. 9 Fünfeichen (keine Anklage, kein Urteil) Politikwissenschaft und Volkswirtschaftslehre an der FU Berlin. Er wurde 1959 von der dortigen Wirtschafts- und Sozialwissenschaftlichen Fakultät zum Dr. rer. pol. promoviert. 1970 habilitierte er an der Wirtschafts- und Sozialwissenschaftlichen Fakultät und erhielt die Venia Legendi für das Fach Politikwissenschaft. Am 1. April 1973 nahm er den Ruf auf den dritten neu eingerichteten Lehrstuhl für Politikwissenschaft an der Universität Hamburg an. 1998 wurde Hartwich die Ehrendoktorwürde von der Philosophischen Fakultät der Martin-Luther-Universität verliehen.
Seine letzte Ruhestätte erhielt Hans-Hermann Hartwich auf dem Hamburger Friedhof Bergstedt.

## Schriften (Auswahl)
- Der Einfluß des Staates auf die Regelung der Lohn- und Arbeitsbedingungen in der Berliner Metallindustrie von 1919 bis 1932. Dissertation, Freie Universität Berlin 1958.
- (als Hrsg. u. Mitautor): Politik im 20. Jahrhundert. Westermann, Braunschweig; Berlin; Hamburg 1964.
- Sozialkunde und Sozialwissenschaften : Zur Diskussion um d. neue Fach Gemeinschaftskunde. [Vorträge auf d. Arbeitstagung 'Die Stellung d. Sozialwissenschaften z. Gemeinschaftskunde' vom 13. bis 15. Juni 1963 im Otto-Suhr-Institut an d. Freien Universität Berlin]. Colloquium Verlag, Berlin 1963.
- Arbeitsmarkt, Verbände und Staat 1918–1933: Die öffentliche Bindung unternehmerischer Funktionen in der Weimarer Republik. (= Veröffentlichungen der Historischen Kommission zu Berlin beim Friedrich-Meinecke-Institut der Freien Universität Berlin; Band 23), De Gruyter, Berlin 1967. OCLC 941267981
- Sozialstaatspostulat und gesellschaftlicher status quo. (= Schriften zur politischen Wirtschafts- und Gesellschaftslehre; Band 1), Westdeutscher Verlag, Köln; Opladen 1970. (zugleich Habilitationsschrift, FU Berlin)
- Arbeitskampf. Leske Verlag, Opladen 1973.
- mit Nina Laatsch-Nikitin und Monika Schaal: Arbeitslosigkeit: Fachwissenschaftliche Analyse und didaktische Planung.(=Analysen Band 16), Leske und Budrich, Opladen 1975, ISBN 3-8100-0031-0.
- Von der Globalsteuerung zur Strukturpolitik: Neue Konzeptionen und Instrumentarien – zugleich ein Bericht über das Gutachten der Kommission für wirtschaftlichen und sozialen Wandel. Landeszentrale für Politische Bildung, Hamburg 1977.
- Strukturpolitik im Föderalismus: Das Ballungsgebiet Hamburg. Landeszentrale für Politische Bildung, Hamburg 1979.
- (als Hrsg.): Grundgesetz und sozialer Wandel: Zum 30-jährigen Bestehen des Grundgesetzes. Leske Verlag, Leverkusen 1979.
- (als Hrsg.): Strukturpolitik, Aufgabe der achtziger Jahre: Fachwissenschaftliche Analyse, didaktische Planung. (=Analysen Band 26), Leske und Budrich Verlag, Opladen 1980, ISBN 3-8100-0277-1.
- Walter Gagel (Hrsg.): Trends und Probleme im politischen System der Bundesrepublik Deutschland. Klett Verlag, Stuttgart 1983, ISBN 3-12-964721-X.
- (als Hrsg.): Gesellschaftliche Probleme als Anstoss und Folge von Politik: Wissenschaftlicher Kongress der DVPW, 4.-7. Oktober 1982 in der Freien Universität Berlin; Tagungsbericht im Auftrag der Deutschen Vereinigung für Politische Wissenschaft. Westdeutscher Verlag, Opladen 1983, ISBN 3-531-11654-1.
- (als Hrsg.): Vollzug und Wirkungen regionaler Umweltpolitik: Ihre Bedeutung für die private Industrie Hamburgs 1970-1980; ein Untersuchungsbericht. Leske und Budrich Verlag, Opladen 1984, ISBN 3-8100-0392-1.
- (als Hrsg.): Policy-Forschung in der Bundesrepublik Deutschland: Ihr Selbstverständnis und ihr Verhältnis zu den Grundfragen der Politikwissenschaft. Westdeutscher Verlag, Wiesbaden 1985, ISBN 3-531-11755-6.
- (als Hrsg.): Politik und die Macht der Technik: 7.-10. Oktober 1985 in der Ruhr-Universität Bochum; Tagungsbericht im Auftrag der Deutschen Vereinigung für Politische Wissenschaft. Westdeutscher Verlag, Opladen 1986, ISBN 3-531-11826-9.
- Freie und Hansestadt Hamburg: Die Zukunft des Stadtstaates. Landeszentrale für Politische Bildung, Hamburg 1987.
- (als Hrsg.): Politikwissenschaft: Lehre und Studium zwischen Professionalisierung und Wissenschaftsimmanenz. Leske und Budrich, Opladen 1987, ISBN 3-8100-0636-X.
- (als Hrsg.): Macht und Ohnmacht politischer Institutionen: 12. bis 16. September 1988 in der Technischen Hochschule Darmstadt; Tagungsbericht im Auftrag der Deutschen Vereinigung für Politische Wissenschaft. Westdeutscher Verlag, Opladen 1989, ISBN 3-531-12071-9.
- (als Hrsg.): Der Parteienstaat. Deutsche Universität für Verwaltungswissenschaften, Speyer 1990.
- (als Hrsg.): Bindungsverlust und Zukunftsangst: Leben in der Risikogesellschaft; eine Disputation für die Martin-Luther-Universität Halle-Wittenberg. Leske und Budrich Verlag, Opladen 1994, ISBN 3-8100-1256-4.
- (als Hrsg.): Universitätsjubiläum und Erneuerungsprozess: Die Martin-Luther-Universität Halle-Wittenberg im dreihundertsten Jahr ihres Bestehens 1994. Leske und Budrich Verlag, Opladen 1995, ISBN 3-8100-1454-0.
- (als Hrsg.): Leben ohne Arbeit? – Arbeit als Los?: Die 2. Wittenberger Disputation des Akademischen Senats; Martin-Luther-Universität Halle-Wittenberg. Leske und Budrich Verlag, Opladen 1995, ISBN 3-8100-1453-2.
- (als Hrsg.): Bedeutende Gelehrte der Universität zu Halle seit ihrer Gründung im Jahr 1694. Leske und Budrich Verlag, Opladen 1996, ISBN 3-8100-1591-1.
- Die Europäisierung des deutschen Wirtschaftssystems: Alte Fundamente – neue Realitäten – Zukunftsperspektiven. Leske und Budrich, Opladen 1998, ISBN 3-8100-2226-8.